# Championnats d'Europe d'aviron 2020
Navigation
Édition précédente Édition suivante
Les championnats d'Europe d'aviron 2020, soixante-dix-huitième édition des championnats d'Europe d'aviron, ont lieu du 9 octobre au 11 octobre 2020 à Poznań, en Pologne. Initialement programmés du 5 au 7 juin 2020, ils sont reportés à la fin d'année par la Fédération internationale des sociétés d'aviron, en raison de la pandémie de maladie à coronavirus.
Les compétitions se déroulent sur le Lac Malta.

## Podiums

### Hommes
| Épreuves                           | Or | Or            | Argent | Argent        | Bronze | Bronze          |
| ---------------------------------- | --- | ------------- | --- | ------------- | --- | --------------- |
| Skiff poids légers LM1x            | Kristoffer Brun | 6 min 58 s 75 | Niels Torre | 6 min 59 s 11 | Fintan McCarthy | 7 min 2 s 15    |
| Deux de couple poids légers LM2x   | Italie Stefano Oppo Pietro Ruta | 6 min 22 s 80 | Allemagne Jonathan Rommelmann Jason Osborne | 6 min 22 s 93 | Belgique Niels van Zandweghe Tim Brys | 6 min 23 s 77   |
| Quatre de couple poids légers LM4x | Italie Catello Amarante Antonio Vicino Patrick Rocek Gabriel Soares                                                                                     | 6 min 1 s 01  | Allemagne Julian Schneider Eric Magnus Paul Jonathan Schreiber Joachim Agne | 6 min 4 s 49  | Autriche Alexander Maderner Lukas Kreitmeier Sebastian Kabas Philipp Kellner                                                                 | 6 min 10 s 12   |
| Skiff M1x                          | Sverri Sandberg Nielsen | 6 min 50 s 22 | Natan Węgrzycki-Szymczyk | 6 min 51 s 23 | Kjetil Borch | 6 min 51 s 60   |
| Deux de pointe M2-                 | Roumanie Marius Cozmiuc Ciprian Tudosa | 6 min 26 s 52 | Croatie Martin Sinković Valent Sinković | 6 min 29 s 46 | Italie Matteo Lodo Giuseppe Vicino | 6 min 30 s 55   |
| Deux de couple M2x                 | Pays-Bas Melvin Twellaar Stef Broenink | 6 min 18 s 69 | Suisse Barnabé Delarze Roman Röösli | 6 min 20 s 79 | Irlande Daire Lynch Ronan Byrne | 6 min 21 s 28   |
| Quatre de pointe M4-               | Pays-Bas Jan van der Bij Boudewijn Roell Sander de Graaf Nelson Ritsema                                                                                 | 6 min 1 s 70  | Italie Marco Di Costanzo Giovanni Abagnale Bruno Rosetti Matteo Castaldo | 6 min 4 s 05  | Pologne Mateusz Wilangowski Mikołaj Burda Marcin Brzeziński Michał Szpakowski                                                                | 6 min 5 s 08    |
| Quatre de couple M4x               | Pays-Bas Dirk Uittenbogaard Abe Wiersma Tone Wieten Koen Metsemakers                                                                                    | 5 min 39 s 44 | Italie Luca Chiumento Simone Venier Luca Rambaldi Giacomo Gentili | 5 min 43 s 88 | Lituanie Dovydas Nemeravičius Martynas Džiaugys Dominykas Jančionis Aurimas Adomavičius                                                      | 5 h 47 min 51 s |
| Huit M8+                           | Allemagne Johannes Weißenfeld Laurits Follert Olaf Roggensack Torben Johannesen Jakob Schneider Malte Jakschik Richard Schmidt Hannes Ocik Martin Sauer | 5 min 31 s 15 | Roumanie Alexandru Chioseaua Florin-Sorin Lehac Constantin Radu Sergiu-Vasile Bejan Vlad-Dragoş Aicoboae Constantin Adam Florin Arteni-Fîntînariu Ciprian Huc Adrian Munteanu (c) | 5 min 32 s 93 | Pays-Bas Bjorn van den Ende Ruben Knab Kaj Hendriks Simon van Dorp Jasper Tissen Bram Schwarz Mechiel Versluis Robert Lücken Aranka Kops (c) | 5 min 34 s 21   |

### Femmes
| Épreuves                           | Or | Or            | Argent | Argent        | Bronze | Bronze            |
| ---------------------------------- | --- | ------------- | --- | ------------- | --- | ----------------- |
| Skiff poids légers LW1x            | Martine Veldhuis | 7 min 48 s 95 | Sofia Meakin | 7 min 50 s 03 | Paola Piazzolla | 7 min 52 s 38     |
| Deux de couple poids légers LW2x   | Pays-Bas Marieke Keijser Ilse Paulis | 6 min 58 s 07 | Italie Valentina Rodini Federica Cesarini | 6 min 59 s 80 | Roumanie Ionela Cozmiuc Gianina Beleagǎ | 7 min 0 s 60      |
| Quatre de couple poids légers LW4x | Italie Giulia Mignemi Silvia Crosio Greta Martinelli Arianna Noseda | 6 min 37 s 90 | Allemagne Elisabeth Mainz Marion Reichardt Cosima Clotten Katrin Volk                                                                                            | 6 min 44 s 51 | Pas de concurrent | Pas de concurrent |
| Skiff W1x                          | Sanita Pušpure | 7 min 36 s 04 | Magdalena Lobnig | 7 min 38 s 46 | Anneta Kyridou | 7 h 39 min 97 s   |
| Deux de pointe W2-                 | Roumanie Adriana Ailincai Iuliana Buhuș | 7 min 17 s 19 | Espagne Aina Cid Virginia Díaz Rivas | 7 min 18 s 82 | Grèce María Kyrídou Christina Bourmpou | 7 min 20 s 24     |
| Deux de couple W2x                 | Roumanie Nicoleta-Ancuța Bodnar Simona Radiș | 6 min 57 s 86 | Pays-Bas Roos de Jong Lisa Scheenaard | 7 min 3 s 47  | France Hélène Lefebvre Élodie Ravera-Scaramozzino | 7 min 5 s 05      |
| Quatre de pointe W4-               | Pays-Bas Ellen Hogerwerf Karolien Florijn Ymkje Clevering Veronique Meester                                                                                            | 6 min 35 s 49 | Italie Aisha Rocek Kiri Tontodonati Alessandra Patelli Chiara Ondoli                                                                                             | 6 min 40 s 84 | Irlande Aifric Keogh Eimear Lambe Aileen Crowley Fiona Murtagh                                                                                                  | 6 min 41 s 21     |
| Quatre de couple W4x               | Pays-Bas Laila Youssifou Inge Janssen Olivia van Rooijen Nicole Beukers                                                                                                | 6 min 25 s 66 | Allemagne Daniela Schultze Carlotta Nwajide Frieda Hämmerling Franziska Kampmann                                                                                 | 6 min 26 s 75 | Pologne Katarzyna Boruch Marta Wieliczko Agnieska Kobus-Zawojska Katarzyna Zillmann                                                                             | 6 min 27 s 87     |
| Huit W8+                           | Roumanie Maria-Magdalena Rusu Viviana-Iuliana Bejinariu Georgiana Dedu Amalia Beres Ioana Vrînceanu Maria Tivodariu Madalina Beres Denisa Tilvescu Daniela Druncea (c) | 6 min 14 s 75 | Allemagne Sophie Oksche Melanie Göldner Anna Härtl Alexandra Höffgen Alyssa Meyer Frauke Hundeling Marie-Catherine Arnold Tabea Schendekehl Larina Hillemann (c) | 6 min 16 s 95 | Pays-Bas Elsbeth Beeres Maartje Damen Dieuwertje den Besten Tessa Dullemans Hermijntje Drenth Tinka Offereins Aletta Jorritsma Karien Robbers Dieuwke Fetter(c) | 6 min 17 s 38     |

### Handisport
| Épreuves                                          | Or                                                                                             | Or             | Argent                                                                                           | Argent        | Bronze                                                                                       | Bronze         |
| ------------------------------------------------- | ---------------------------------------------------------------------------------------------- | -------------- | ------------------------------------------------------------------------------------------------ | ------------- | -------------------------------------------------------------------------------------------- | -------------- |
| Skiff PR1 hommes PR1 M1x                          | Roman Polianskyi                                                                               | 9 min 34 s 54  | Alexey Chuvashev                                                                                 | 9 min 47 s 83 | Marcus Klemp                                                                                 | 9 min 59 s 42  |
| Skiff PR1 femmes PR1 W1x                          | Nathalie Benoit                                                                                | 10 min 51 s 68 | Anna Sheremet                                                                                    | 11 min 2 s 17 | Sylvia Pille-Steppat                                                                         | 11 min 17 s 90 |
| Deux de couple PR2 mixte PR2 Mix2x                | Pays-Bas Annika van der Meer Corne de Koning                                                   | 8 min 19 s 77  | Ukraine Svitlana Bohuslavska Iaroslav Koiuda                                                     | 8 min 26 s 55 | Pologne Jolanta Majka Michal Gadowski                                                        | 8 min 29 s 03  |
| Quatre de pointe avec barreur PR3 mixte PR3 Mix4+ | Italie Cristina Scazzosi Alessandro Brancato Lorenzo Bernard Greta Muti Lorena Fuina (barreur) | 7 min 19 s 67  | Ukraine Alexandra Polianska Dariia Kotyk Stanislav Samoliuk Maksym Zhuk Yuliia Malasay (barreur) | 7 min 22 s 83 | France Guylaine Marchand Margot Boulet Remy Taranto Antoine Jesel Robin Le Barreau (barreur) | 7 min 24 s 43  |

## Tableau des médailles
| Rang  | Nation    | Or | Argent | Bronze | Total |
| ----- | --------- | -- | ------ | ------ | ----- |
| 1     | Pays-Bas  | 8  | 1      | 2      | 11    |
| 2     | Roumanie  | 4  | 1      | 1      | 6     |
| 3     | Italie    | 3  | 5      | 2      | 10    |
| 4     | Allemagne | 1  | 5      | 2      | 8     |
| 5     | Ukraine   | 1  | 3      | 0      | 4     |
| 6     | Irlande   | 1  | 0      | 3      | 4     |
| 7     | France    | 1  | 0      | 2      | 3     |
| 8     | Norvège   | 1  | 0      | 1      | 2     |
| 9     | Danemark  | 1  | 0      | 0      | 1     |
| 10    | Suisse    | 0  | 2      | 0      | 2     |
| 11    | Pologne   | 0  | 1      | 3      | 4     |
| 12    | Autriche  | 0  | 1      | 1      | 2     |
| 13    | Croatie   | 0  | 1      | 0      | 1     |
| 13    | Espagne   | 0  | 1      | 0      | 1     |
| 13    | Russie    | 0  | 1      | 0      | 1     |
| 16    | Grèce     | 0  | 0      | 2      | 2     |
| 17    | Belgique  | 0  | 0      | 1      | 1     |
| 18    | Lituanie  | 0  | 0      | 1      | 1     |
| Total | Total     | 22 | 22     | 21     | 65    |